# Magoo
Magoo (* 12. Juli 1973 in Norfolk, Virginia; eigentlich Melvin Barcliff; † 13. August 2023 in Williamsburg, Virginia) war ein US-amerikanischer Rapper. Er war der eine Teil des Pop-Rap-Duos Timbaland & Magoo mit Musikproduzent Timbaland.

## Karriere
Wie Timbaland bekam Magoo von DeVante Swings Label Swing Mob, das Newcomern eine Chance bietet, 1995 einen Vertrag. Mit Timbaland zusammen gründete er dann mit Blackground Records Timbaland & Magoo. Es folgten eine Reihe erfolgloser Alben, aber erfolgreicher Singles. Das Debüt-Album Welcome to Our World verkaufte sich weltweit über eine Million Mal.
Magoo zeichnete sich durch seine ungewöhnlich hohe und schrille Stimme aus, die der von Q-Tip (A Tribe Called Quest) ähnelt.

## Diskografie

### Studioalben
| Jahr | Titel                     | Höchstplatzierung, Gesamtwochen, AuszeichnungChartplatzierungen (Jahr, Titel, Platzierungen, Wochen, Auszeichnungen, Anmerkungen) | Höchstplatzierung, Gesamtwochen, AuszeichnungChartplatzierungen (Jahr, Titel, Platzierungen, Wochen, Auszeichnungen, Anmerkungen) | Anmerkungen                                                               |
| Jahr | Titel                     | DE | US | Anmerkungen                                                               |
| ---- | ------------------------- | --- | --- | ------------------------------------------------------------------------- |
| 1997 | Welcome to Our World      | — | US33 Platin · (37 Wo.)US | Erstveröffentlichung: 28. Oktober 1997 Verkäufe: 1.000.000; mit Timbaland |
| 2001 | Indecent Proposal         | — | US29 (14 Wo.)US | Erstveröffentlichung: 20. November 2001 Verkäufe: 350.000; mit Timbaland  |
| 2003 | Under Construction Part 2 | DE75 (2 Wo.)DE | US50 (3 Wo.)US | Erstveröffentlichung: 18. November 2003 mit Timbaland                     |

### Kompilationen
- 2004: The Best of
- 2005: Present

### Singles als Leadmusiker
| Jahr | Titel Album                               | Höchstplatzierung, Gesamtwochen, AuszeichnungChartplatzierungen (Jahr, Titel, Album, Platzierungen, Wochen, Auszeichnungen, Anmerkungen) | Höchstplatzierung, Gesamtwochen, AuszeichnungChartplatzierungen (Jahr, Titel, Album, Platzierungen, Wochen, Auszeichnungen, Anmerkungen) | Höchstplatzierung, Gesamtwochen, AuszeichnungChartplatzierungen (Jahr, Titel, Album, Platzierungen, Wochen, Auszeichnungen, Anmerkungen) | Anmerkungen                                                                     |
| Jahr | Titel Album                               | CH | UK | US | Anmerkungen                                                                     |
| ---- | ----------------------------------------- | --- | --- | --- | ------------------------------------------------------------------------------- |
| 1997 | Up Jumps da Boogie Welcome to Our World   | — | — | US12 Gold · (20 Wo.)US | Erstveröffentlichung: 11. Juli 1997 mit Timbaland feat. Missy Elliott & Aaliyah |
| 1998 | Clock Strikes Welcome to Our World        | — | — | US37 (14 Wo.)US | Erstveröffentlichung: 14. April 1998 mit Timbaland feat. Mad Skillz             |
| 2003 | Cop That Shit Under Construction, Part II | CH82 (3 Wo.)CH | UK22 (3 Wo.)UK | US95 (2 Wo.)US | Erstveröffentlichung: 29. September 2003 mit Timbaland feat. Missy Elliott      |

Weitere Singles
- 1998: Luv 2 Luv Ya (feat. Playa & Shaunta)
- 2000: We At It Again (feat. Sebastian & Static Major)
- 2001: Drop (feat. Fatman Scoop)
- 2001: All Y'all (feat. Sebastian & Tweet)
- 2003: Indian Flute (feat. Sebastian & Rajé Shwari)

### Singles als Gastmusiker
| Jahr | Titel Album                                   | Höchstplatzierung, Gesamtwochen, AuszeichnungChartplatzierungen (Jahr, Titel, Album, Platzierungen, Wochen, Auszeichnungen, Anmerkungen) | Höchstplatzierung, Gesamtwochen, AuszeichnungChartplatzierungen (Jahr, Titel, Album, Platzierungen, Wochen, Auszeichnungen, Anmerkungen) | Anmerkungen                                                                   |
| Jahr | Titel Album                                   | UK | US | Anmerkungen                                                                   |
| ---- | --------------------------------------------- | --- | --- | ----------------------------------------------------------------------------- |
| 1998 | Beep Me 911 Supa Dupa Fly                     | UK14 (3 Wo.)UK | — | Erstveröffentlichung: 23. März 1998 Missy Elliott feat. Magoo & 702           |
| 1998 | Here We Come Tim’s Bio: Life from da Bassment | UK43 (2 Wo.)UK | US92 (6 Wo.)US | Erstveröffentlichung: 17. November 1998 Timbaland feat. Magoo & Missy Elliott |